# جهان با من برقص
 جهان با من برقص فیلمی در ژانر کمدی درام به کارگردانی سروش صحت، نویسندگی سروش صحت، ایمان صفایی و تهیه‌کنندگی محمدرضا تخت‌کشیان محصول سال ۱۳۹۷ است.
این فیلم که اولین ساخته سینمایی سروش صحت در مقام کارگردان است، برای نخستین بار در سی و هفتمین جشنواره جهانی فیلم فجر به نمایش درآمده است. این فیلم در دی ماه ۱۳۹۸ در سینماهای ایران اکران شد.

## خلاصه داستان
دوستان جهانگیر (جهان)، به دعوت برادرش بهمن و برای تولد او، که احتمالاً آخرین تولدش او به علت بیماری باشد، دور هم جمع شده‌اند. این موقعیت موجب می‌شود آن‌ها خود و روابطشان را مرور کرده و دربارهٔ زندگی و خودشان (خصوصاً جهانگیر) فکر کنند.

## بازیگران
| بازیگر          | نقش     |
| --------------- | ------- |
| علی مصفا        | جهانگیر |
| جواد عزتی       | احسان   |
| هانیه توسلی     | ناهید   |
| پژمان جمشیدی    | رضا     |
| سیاوش چراغی پور | حمید    |
| کاظم سیاحی      | بهمن    |
| مهراب قاسم خانی | علی     |
| بهار کاتوزی     | نیلوفر  |
| رامین صدیقی     | فرخ     |
| پاوان افسر      | نسیم    |
| شیوا بلوچی      | آسا     |
| مهیار پوربابایی | شایان   |

## جوایز
- سیمرغ سیمین بهترین کارگردانی (سروش صحت) در سی‌وهفتمین جشنواره جهانی فیلم فجر - ۱۳۹۸
- دیپلم افتخار بهترین بازیگر مرد (علی مصفا) در سی‌وهفتمین جشنواره جهانی فیلم فجر - ۱۳۹۸

### بیستمین دوره جشن حافظ
| قسمت               | نامزد                 | نتیجه    |
| ------------------ | --------------------- | -------- |
| بهترین فیلم        | محمدرضا تخت کشیان     | نامزدشده |
| بهترین فیلمنامه    | سروش صحت، ایمان صفایی | نامزدشده |
| نشان عباس کیارستمی | سروش صحت              | نامزدشده |